# Samsung Galaxy S Duos
Samsung Galaxy S Duos também conhecido como GT-S7562 é um smartphone dual SIM, projetado e comercializado pela Samsung. Em contraste com outros modelos dual sim da Samsung, este telefone faz parte da série "S" de última geração, por isso é comercializado como parte da família Galaxy S.
O telefone também vem com Android 4.0.4 Ice Cream Sandwich, junto com a interface TouchWiz proprietária da Samsung.
Ao contrário dos modelos básicos de SIM duplo da Samsung, o Galaxy S Duos está ativo em ambos os SIMs o tempo todo, portanto, está pronto para receber chamadas em qualquer um dos SIM quando uma chamada ainda não estiver em andamento. Opcionalmente, pode receber duas chamadas em simultâneo, mas isto requer a configuração de diversão quando ocupado em cada número e está sujeito à disponibilidade da operadora e pode implicar custos adicionais. Uma limitação do Galaxy S Duos é que apenas um SIM pode estar ativo no UMTS (e, portanto, nos dados) por vez e, portanto, pode ser inadequado para certas combinações de redes.

## Variantes

### China
A China Unicom oferece o Galaxy S Duos como GT-S7562i, que é essencialmente o mesmo telefone da versão internacional, e uma variante chamada GT-S7562C que omite o sensor de proximidade.

## Funções
- HSDPA 7.2 (900/2100 MHz).
- Banda quádrupla (850/900/1800/1900 MHz)
- Sanduíche de sorvete Android 4.0.4.
- Tela LCD TFT WVGA de 100,8 mm (4,0").
- AF de 5 MP com Flash + VGA.
- Processador único de 1 GHz
- Bloqueio inteligente para segurança.
- Fones de ouvido com conector de 3,5 mm.
- TouchWiz para Android
- Marcação GPS/GEO